# Parastenostola nigroantennata
Parastenostola nigroantennata is een keversoort uit de familie van de boktorren (Cerambycidae). De wetenschappelijke naam van de soort werd voor het eerst geldig gepubliceerd in 2008 door Lin & Yang.